# Elsa Agélii
Elsa Maria Agélii, född Västvik 15 oktober 1938 i Lundby, är en svensk textilkonstnär. 
Elsa Agélii studerade 1956–1961 vid Slöjdföreningens skola i Göteborg och var 1971–1976 lärare där i fri textil. Hon var aktiv i Konsthantverkshuset från starten 1973. Hon har arbetat med en form av dagboksbroderier med politisk udd. År 1993 startade hon Täcklebo broderiakademi för att höja broderiets status som konstnärligt uttrycksmedel och som 2011 instiftades Världsbroderidagen som firas varje år den 30 juli. Hon var 1996–1999 professor vid HDK i Göteborg.
Hennes verk har visats vid samlingsutställningen Verkligheten sätter spår 1975–1976 vid Röhsska museet i Göteborg, Kulturhuset i Stockholm, konsthantverksgruppen Ung Form Göteborg 1964 och vid olika museer, samt vid separatutställningar i Göteborg 1983 och Stockholm 1986. Hon har gjort offentliga utsmyckningar åt Statens konstråd, landstingen i Uppsala och Kopparberg, Karolinska sjukhuset, Sahlgrenska sjukhuset, Götaverken, Dicksons hus samt för FN-huset i New York. Agélii finns representerad vid Nationalmuseum i Stockholm.
År 2017 mottog hon Västra Götalandsregionens kulturpris.
Hon är dotter till frikyrkopastorn Erik Västvik och Rosa Alm samt var 1961–1969 gift med Lars Agélii.